# Wilma Salas
Wilma Salas Rosell (ur. 9 marca 1991) – kubańska siatkarka, reprezentantka kraju, grająca na pozycji przyjmującej. Od sezonu 2019/2020 do sezonu 2020/2021 była zawodniczką Grupa Azoty Chemik Police. W październiku 2020 odniosła poważną kontuzję.

## Sukcesy klubowe
Liga azerska:
- 2015

Liga filipińska:
- 2019

Superpuchar Polski:
- 2019

Puchar Polski:
- 2020, 2021

Liga polska:
- 2020, 2021

Liga grecka:
- 2022[7], 2023[8]

Puchar Challenge:
- 2025[9]

## Sukcesy reprezentacyjne
Mistrzostwa Świata Juniorek:
- 2009

Mistrzostwa Ameryki Północnej, Środkowej i Karaibów:
- 2009, 2011

Volley Masters Montreux:
- 2011
- 2010

Igrzyska Panamerykańskie:
- 2011

Puchar Panamerykański:
- 2012